# Skorpiók
A skorpiók (Scorpiones) az ízeltlábúak (Arthropoda) törzsében a pókszabásúak (Arachnida)) osztályának egy rendje, több mint 3000 ismert fajuk van. Főleg homokos vagy köves talajokon, a trópusok és szubtrópusok táján, elsősorban sivatagokban és félsivatagokban élnek, de sokféle környezeti körülményhez alkalmazkodtak, és az Antarktiszon kívül minden kontinensen megtalálhatók.

## Nevük
Mivel Magyarországon alapvetően egy fajuk sem honos (nagy ritkán egy-egy példány ha előfordul), önálló magyar neve nem alakult ki, jelölésére a magyar nyelvű könyvek, cikkek a 19. század első feléig kizárólag a latin eredetű skorpió = scorpius szót használták. Ekkor Bugát Pál magyar nevének a bökölő szót javasolta, mivel a skorpió „bökve öl”. Az új kifejezés nem honosodott meg, bár Czuczor Gergely és Fogarasi János 1862-ben kiadott nagy szótára még számon tartotta.

## Származásuk
Őseik már a paleozoikumban kifejlődtek a tengerekben. Alakjuk hasonlított a tengeri skorpiókéhoz, de utótestük nem lapos evezővel végződött, hanem tövisben. testhosszuk megközelíthette az 1 m-t. Az oxigént a vízből az utótest hasoldalán kialakult felszívó hártyák vonták ki; ezeket kitines lemezek vették körül. A lemezeknek csak elülső, harántos része ízesült az utótesthez, így a lemezekkel előre-hátra csapkodva hajthatták a friss vizet a hártyák fölött kialakult kamrákba. Ragadozók voltak, a zsákmányt nagy összetett szemükkel vették észre.
Mintegy 320 millió éve jelentek meg azok a fajok, amelyek szájszerve egy kis teret zár közre a szájnyílás előtt — ilyen fajok ma is élnek. Az ilyen szájszervű fajok a széttépett zsákmány darabjait ebben kis kamrában helyezik el, majd emésztő folyadékot fecskendeznek az üregbe, és az így elfolyósított táplálékot szívják fel. Mivel efféle külső emésztés vízben nem lehetséges, tudhatjuk, hogy az első skorpióknak már ez előtt ki kellett lépniük a szárazföldre.
A szárazföldi skorpiók jelentősen különböznek tengeri őseiktől. 300 millió éve a legnagyobb fajuk még mintegy 30 cm hosszú volt; azóta méretük tovább csökkent. Szemük kisebb és egyszerűbb lett; már csak körülbelül negyven lencséből állt össze. Külső vázuk mikroszkópos vizsgálata kimutatta, hogy testükből számos érzékszőr állt ki — ezek a jelek együttesen arra utalnak, hogy éjszakai életmódra tértek át.

## Elterjedésük
A fajok többsége trópusi és szubtrópusi; gyakoriságuk a sarkkörökhöz közelítve csökken. Leginkább sivatagokban és félsivatagokban élnek, továbbá a füves szavannán, trópusi erdőkben, az árapály-övezet partjain, illetve esetenként barlangokban is. Az Alacran tartarus faj barlanglakó és a felszín alatt akár 800 méterrel is megtalálható. Bár a legtöbb skorpió szárazföldi, talajon élő állat, néhány faj a fákon él.
Egyes fajaik nagyobb tszf. magasságban is élnek. Találtak már skorpiót 5000 m magasságban, élnek az Andokban, a Himalájában és az európai Alpokban is.
Hiányoznak viszont a boreális ökoszisztémákból; a tajgán és a tundrán nem élnek meg.
Az egyik legnagyobb faj, a császárskorpió Nyugat-Afrika párás esőerdeiben (nyugat-afrikai faunatartomány) él. Kinyújtott teste akár 21 cm hosszú is lehet — egyes sivatagi fajok azonban csak pár milliméteresek.
Amerikában elterjedési területük Kanada déli részétől a dél-amerikai Tűzföldig terjed. A legnagyobb biodiverzitásuk a mexikói sivatagi területeken található.
Európában általánosságban véve Magyarország határától délre, a mediterrán térségben találhatók meg, de nyugatabbra Németország déli részéig előfordulhatnak.
Romániában a Déli-Kárpátokban él az ottani egyetlen faj, a kárpáti skorpió.

## Megjelenésük, felépítésük

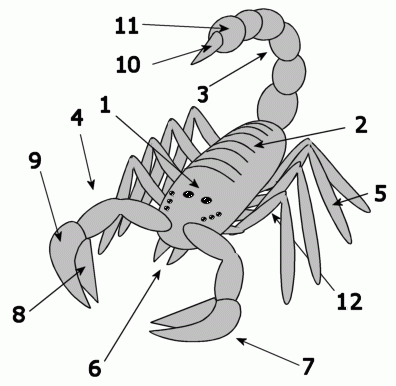
A skorpió testrészei. Jelkulcs angolul és latinul:
1 = Cephalothorax or Prosoma;
2 = Abdomen or Mesosoma;
3 = farok;
4 = Claws or Pedipalps
5 = lábak;
6 = Mouth parts or Chelicerae;
7 = pincers or Chelae;
8 = Moveable claw or Manus;
9 = Fixed claw or Tarsus;
10 = méregtüske;
11 = Anus.
12= Openings for book lungs

Légzőszervük jelentősen különbözik tengeri őseikétől. Az utótest alatti légzőhártyák száma négyre csökkent, és az őket körülvevő kitinlemezek már körben rögzülnek az állat testéhez, azaz nem mozgathatók.
Fejlett érzékszerveik komplex rendszere lehetővé teszi, hogy pontosan azonosítsák kiszemelt zsákmányuk helyzetét, és hirtelen, a legalkalmasabb pillanatban rohanhassák meg  egyúttal a potenciális ellenségekre is figyelmeztet. Nemcsak a homlokukon található összetett szemekkel látnak: látásukat a hátpajzs két szélén hat pár, a hátsó szegély közelében még egy pár egyszerű szem teszi körkörössé. Ezek részletes képalkotásra nem alkalmasak, de észlelik a fényerő egészen csekély változásait, és ezzel a mozgásokat. Szemeikkel nem csak a fény számunkra látható hullámhosszait érzékelik, hanem az ibolyántúli sugárzást is. Mivel az érzékeny szemeket a közvetlen napfény zavarhatja, vagy akár károsíthatja is, szemeik valamennyi szemcséjében olyan festékanyagot termelnek, amely erős fényben felúszik a szem felszínére, és védi, árnyékolja a látószervet.
A homok, illetve talaj rezgéseit a lábuk felső részén kialakult résszervekkel érzékelik. Ezek annyira érzékenyek, hogy a skorpió már a tőle egy méterre haladó bogár lépéseit is észleli, és a különböző lábait érő ingereket egybevetve azok forrását térben be is határolja. A levegőben terjedő hangokat az ollójukon növő apró szőrökkel hallják; ezekkel akár a rovarszárny csapásait is képesek felismerni.
Utolsó lábpárjukon található az az alakja után fésű-nek nevezett, sajátos érzékszerv, aminek analógját nem ismerjük az élővilágban — részben ezért, egyelőre még azt sem tudjuk, hogy mit is érzékelnek vele — erről rendkívül különböző elméletek vannak (2005-ben) forgalomban (tapintás, hallás, egyensúlyérzékelés, kémiai érzékelés, a páratartalom, illetve a talaj szemcseméretének észlelése stb.). Annyi bizonyos, hogy a skorpiónak a lába alatti felület valamilyen minőségét jelzi. Egyes fajoknál a hímek fésűi nagyobbak a nőstényekéinél, ami arra utal, hogy a szexuális viselkedésben is lehet szerepük.
Első pár lábuk ollóvá alakult, mögötte nyolc járóláb következik. Megnyúlt potrohuk végén a méregtövisben erős mérget tárolnak. A pókokhoz hasonlóan egy pár csáprágójuk van, ez azonban második, az áldozat feldarabolására szolgáló ollópárrá alakult át.
Ultraibolya fényben fluoreszkálnak; ennek okát még nem tudjuk. Ezt a ragyogást a többi skorpió még az éjszaka szokásos gyenge világításban is érzékeli.

## Életmódjuk, élőhelyük
Utótestük megnyúlt tövisben végződő részét a fejük fölé görbítve járnak.
Pókokkal, rovarokkal és apró gerincesekkel táplálkoznak (a kannibalizmus sem idegen tőlük); zsákmányukat karmos tapogatólábaikkal kapják el. A vékonyabb tapogatólábú skorpiók ezután ollóikkal ragadják meg a zsákmányt, amit megszúrnak tüskéjükkel. A vastag tapogatólábú skorpiók ollóikkal lefogják a zsákmányt, és csak akkor szúrnak, ha az túlzottan ficánkol. A méreggel ugyanis takarékoskodniuk kell, mert lassan termelik. A méregtüskét ezért főleg védekezésre használják. Általános szabály, hogy minél nagyobb és erősebb a skorpió ollója, annál gyengébb a mérge.
A veszélyt észlelő skorpió annak forrása felé fordul és fenyegetően rázza méregtövisét. Egyesek — így például egy dél-indiai, zöldesfekete faj — még sziszegnek is: ehhez az ollójuk tövén nőtt kis, tüskés foltot a járólábuk belső oldalán lévő kerek dudorokhoz dörzsölik.
Bár nagy többségük a meleg vidékeken él, az időjárás szélsőségeit rendkívül jó viselik: akár két napig is életben maradnak a víz alatt, és hetekig bírják a fagyasztást. Külső vázuk annyira hatékonyan gátolja a folyadékvesztést, hogy a legforróbb sivatagokban is megélnek. Olyan  keveset esznek, hogy egyes fajok akár egy kerek évig is elvannak táplálék nélkül.
Élettartamuk elérheti a 30 évet.

## Érdekesség
Rendkívül ellenállóképesek; jelentős radioaktív sugárzást is kibírnak.

### Veszélyük
A legveszélyesebb skorpiók a Szaharában, Arizonában és Mexikóban élnek. Az USA-ban az arizonai, kaliforniai és új-mexikói Centruroides exilicauda az egyetlen olyan faj, amelyről ismert, hogy halálos.
Mexikóban évente körülbelül 100 ezer skorpiócsípés történik és 800 ember (főleg kisgyermekek és idősek) hal meg emiatt.
Észak-Afrikában és a Közel-Keleten még magasabbak lehetnek az adatok. Az itt élő vastagfarkú skorpió nagyon erős méreggel rendelkezik, és relatív toxicitása és temperamentuma miatt a világ egyik legveszélyesebb skorpiója.
Ennek ellenére a legtöbb skorpió ártalmatlan. A csípés fájdalmas lehet, de nem veszélyes.
Az 1500 faj közül csak néhány szúrása lehet halálos, főként a gyerekekre. A skorpió általában csap egyet méregtövisével, ha egy csupasz lábú ember halad el mellette. Főleg akkor veszélyes, ha bebújik a cipőbe, aludni ugyanis a meleg, sötét helyeken szoktak. A Horvátországban élő példányok az emberre nem veszélyesek.

## Rendszertani felosztásuk
- Család Pseudochactidae  Gromov, 1998
- Család Buthidae  C. L. Koch, 1837  (Mérgesskorpiók)
- Család Microcharmidae  Lourenço, 1996
- Család Chaerilidae  Pocock, 1893
- Család Chactidae  Pocock, 1893  (Kormosskorpiók)
  - Nemzetség Chactini  Pocock, 1893 
  - Nemzetség Nullibrotheini  Soleglad et Fet, 2003 
  - Nemzetség Belisariini  Lourenço, 1998 
  - Nemzetség Brotheini  Simon, 1879
- Család Euscorpiidae  Laurie, 1896 
  - Nemzetség Chactopsini  Soleglad et Sissom, 2001 
  - Nemzetség Megacormini  Kraepelin, 1905 
  - Nemzetség Scorpiopini  Kraepelin, 1905 
  - Nemzetség Troglocormini  Soleglad et Sissom, 2001
- Család Superstitioniidae  Stahnke, 1940
- Család Vaejovidae  Thorell, 1876
- Család Caraboctonidae  Kraepelin, 1905 (Szőrösskorpiók)
- Család Iuridae  Thorell, 1876
- Család Bothriuridae  Simon, 1880  (Csupaszlábú-skorpiók)
- Család Hemiscorpiidae  Pocock, 1893
- † Család Protoischnuridae Carvalho et Lourenço 2001  (kihalt)
- Család Scorpionidae  Latreille, 1802  (Óriásskorpiók)
  - Nemzetség Diplocentrini  Karsch, 1880 
  - Nemzetség Nebini  Kraepelin, 1905
- † Család Palaeoeuscorpiidae  Lourenço 2003  (kihalt)
- † Család Archaeobuthidae  Lourenço 2003  (kihalt)
- † Család Palaeopisthacanthidae  Kjellesvig-Wæring 1986  (kihalt)
- † Család Protobuthidae  Lourenço et Gall 2003  (kihalt)